# Ichikawa (Hyōgo)
Ichikawa (市川町 Ichikawa-chō?) es un pueblo localizado en la prefectura de Hyōgo, Japón. En junio de 2019 tenía una población estimada de 11.492 habitantes y una densidad de población de 139 personas por km². Su área total es de 82,67 km².

## Geografía

### Localidades circundantes
- Prefectura de Hyōgo
  - Himeji
  - Kasai
  - Fukusaki
  - Kamikawa
  - Taka

## Demografía
Según datos del censo japonés, la población de Ichikawa ha disminuido en los últimos años.
| Año del censo | Población |
| ------------- | --------- |
| 1995          | 15.060    |
| 2000          | 14.812    |
| 2005          | 14.150    |
| 2010          | 13.288    |
| 2015          | 12.300    |